# Fiat 124
Fiat 124 är en personbil, tillverkad av den italienska biltillverkaren Fiat mellan 1966 och 1975. Den öppna Spidern fortsatte att tillverkas till 1985, de sista åren under namnet Spidereuropa.
Fiat 124 sålde bra i Sverige och betraktades som en körglad bil, framförallt i Special-versionerna. Den korades till Årets bil 1967.
Fiat 124 har licenstillverkats av flera andra biltillverkare, bland annat Seat och VAZ. VAZ Lada 2105 och 2107 var vidareutvecklingar av Lada 2101, en licenstillverkad Fiat 124. Dessa tillverkades i Ryssland till och med år 2012.

## Berlina/Familiale
124 Berlina introducerades i mars 1966. Senare samma år kom kombin Familiare. Den nya Fiaten valdes till Årets bil 1967.
I oktober 1968 tillkom 124 Special, med större motor och modifierad front.
1970 tillkom 124 Special T, med DOHC-motorn från Fiat 124 coupe som var fiat 125 motorn med 124:ans kortare slaglängd och mindre cylindervolym  1438cc jämfört med 1608
Den sista uppdateringen gjordes hösten 1972, då motorprogrammet reviderades.
Produktionen av fyrdörrarsvarianterna avslutades 1974, efter 1 543 000 exemplar.

## Spider
Den öppna Spider introducerades på Turinsalongen 1966, tillsammans med Dino Spider. Karossen ritades och byggdes av Pininfarina. Spidern hade en helt ny DOHC-motor och femväxlad växellåda.
Våren 1970 tillkom en större 1600cc motor som alternativ och 1972 uppdaterades bilen igen med en ny generation motorer.
1972 tillkom även den potenta Abarth Rally, med tvåförgasarmotor, individuell bakvagnsupphängning och lättviktsmaterial i karossen.
När produktionen av coupén upphörde 1977, slutade Fiat att sälja Spidern i Europa. Försäljningen fortsatte dock i Nordamerika. Från 1978 såldes den med tvålitersmotor.
1982 övertog Pininfarina hela produktionen och bilen bytte namn till Pininfarina Spidereuropa. Försäljningen i Europa återupptogs.
Den sista uppdateringen av bilen kom 1983 med den kompressormatade Spidereuropa VX.
Produktionen av Spidern avslutades 1985, efter 198 000 exemplar.

## Coupé
124 Sport Coupé introducerades på Genèvesalongen 1967, samtidigt med Dino Coupé. Karossen ritades av Fiat själva och eftersom den delade hjulbas med fyrdörrarsbilarna var den fullt fyrsitsig.
Hösten 1969 modifierades bilen med en ny front med dubbla strålkastare och en större motor tillkom som alternativ.
1972 uppdaterades bilen igen med en ny generation motorer.
Produktionen av Coupén avslutades 1977, efter knappt 300 000 exemplar.

## Motor
Familjebilarna var försedda med en enkel stötstångsmotor.
De sportigare tvådörrarsmodellerna, liksom Special T, hade modernare motorer med dubbla överliggande  kamaxlar, konstruerade av Aurelio Lampredi. 
| Modell       | Årsmodell | Motor               | Cylindervolym | Effekt   | Bränslesystem                  |
| ------------ | --------- | ------------------- | ------------- | -------- | ------------------------------ |
| Normale      | 1966-74   | 4-cyl radmotor ohv  | 1197 cm³      | 60-65 hk | Enkel förgasare                |
| Special      | 1968-74   | 4-cyl radmotor ohv  | 1438 cm³      | 70-75 hk | Enkel förgasare                |
| Special T    | 1970-72   | 4-cyl radmotor DOHC | 1438 cm³      | 80 hk    | Enkel förgasare                |
| Special T    | 1973-74   | 4-cyl radmotor DOHC | 1592 cm³      | 95 hk    | Enkel förgasare                |
| C, S         | 1966-71   | 4-cyl radmotor DOHC | 1438 cm³      | 90 hk    | Enkel förgasare                |
| C, S         | 1969-71   | 4-cyl radmotor DOHC | 1608 cm³      | 110 hk   | Dubbla förgasare               |
| C, S         | 1972-78   | 4-cyl radmotor DOHC | 1592 cm³      | 104 hk   | Enkel förgasare                |
| C, S         | 1972-78   | 4-cyl radmotor DOHC | 1756 cm³      | 118 hk   | Enkel förgasare                |
| Abarth Rally | 1972-73   | 4-cyl radmotor DOHC | 1756 cm³      | 128 hk   | Dubbla förgasare               |
| Spider       | 1979-85   | 4-cyl radmotor DOHC | 1998 cm³      | 87 hk    | Enkel förgasare                |
| Spider       | 1980-85   | 4-cyl radmotor DOHC | 1998 cm³      | 105 hk   | Bränsleinsprutning             |
| VX           | 1983-85   | 4-cyl radmotor DOHC | 1998 cm³      | 135 hk   | Tvåports förgasare, kompressor |

## Bilder

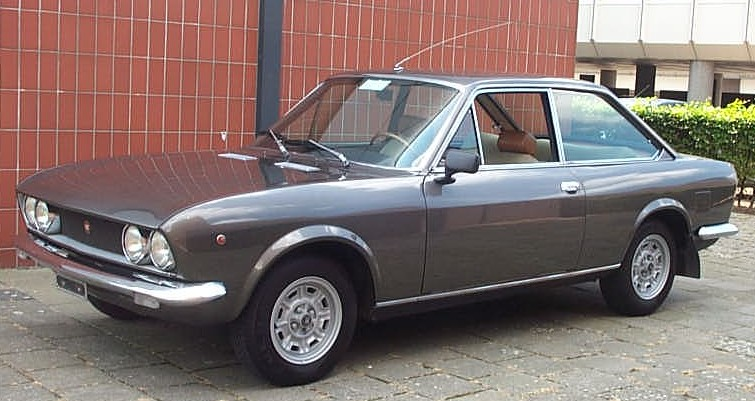
Coupé
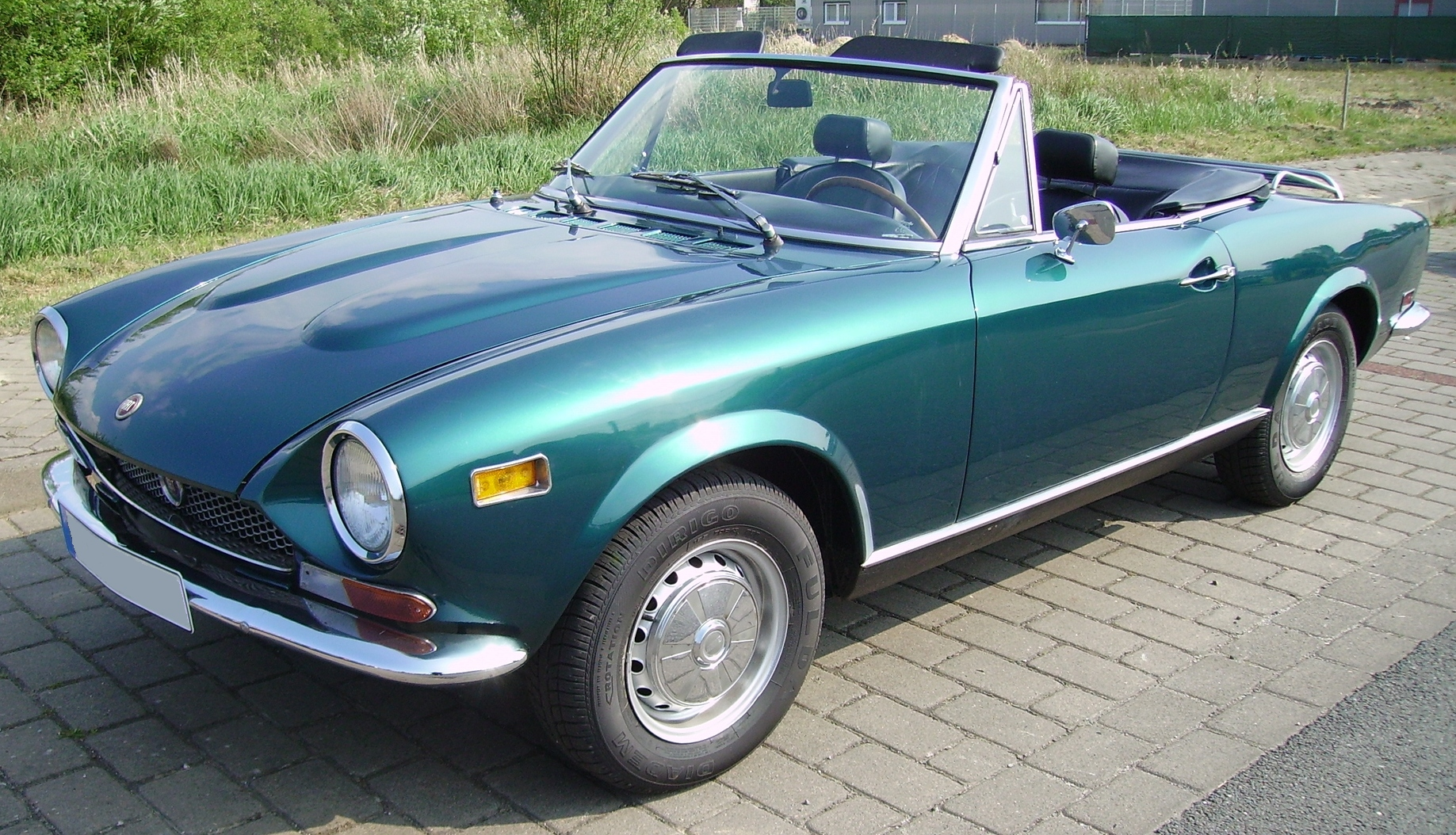
Spider
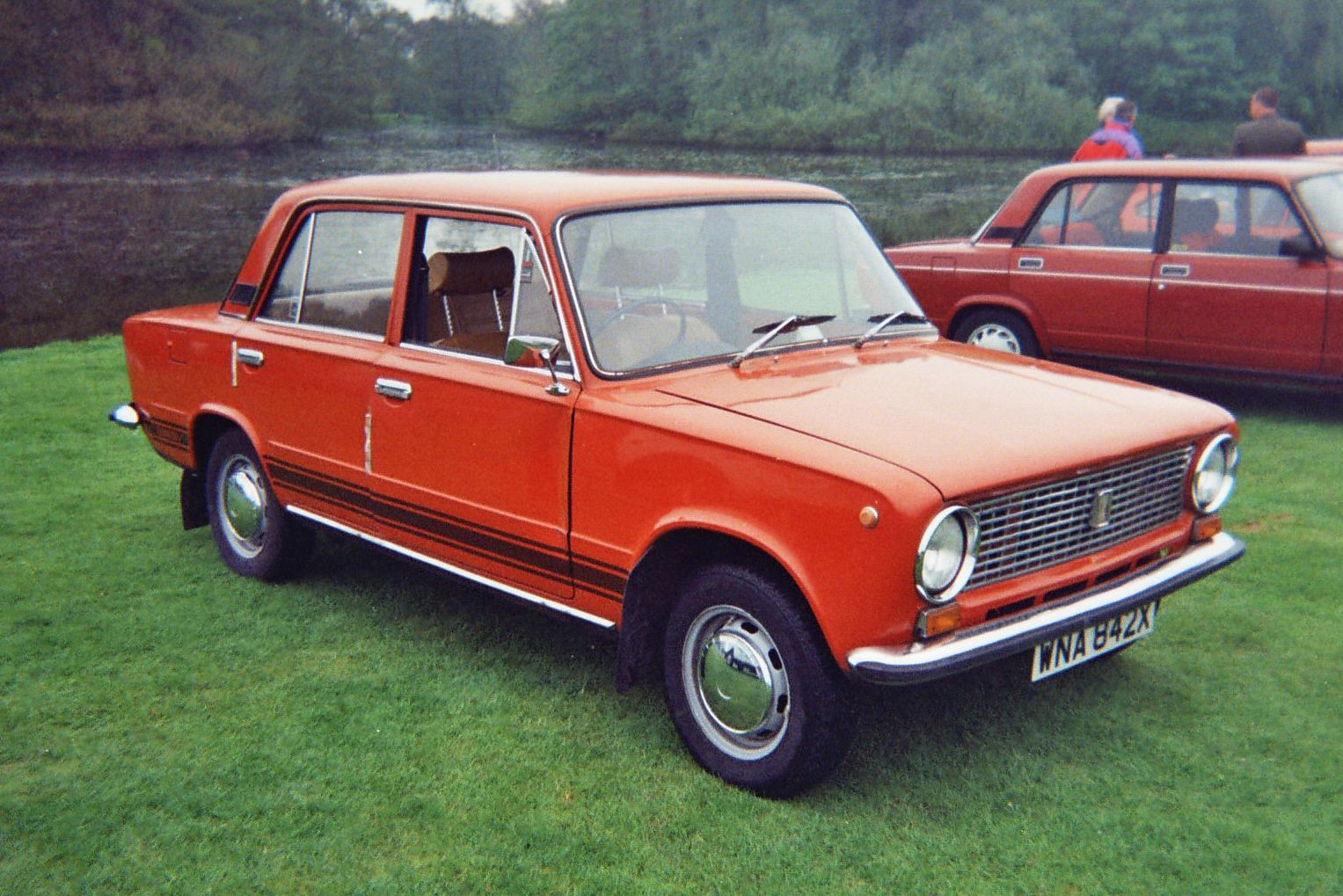
Lada 1200